# Citroën C5 Aircross
Citroën C5 Aircross (укр. Сітроен Ц5 Аіркросс) — компактний кросовер, що з 2017 року виготовляється на заводі в місті Ренн (Франція). У лінійці виробника автомобіль зайняв місце знятого з виробництва С4 Aircross.

## Перше покоління (C84)

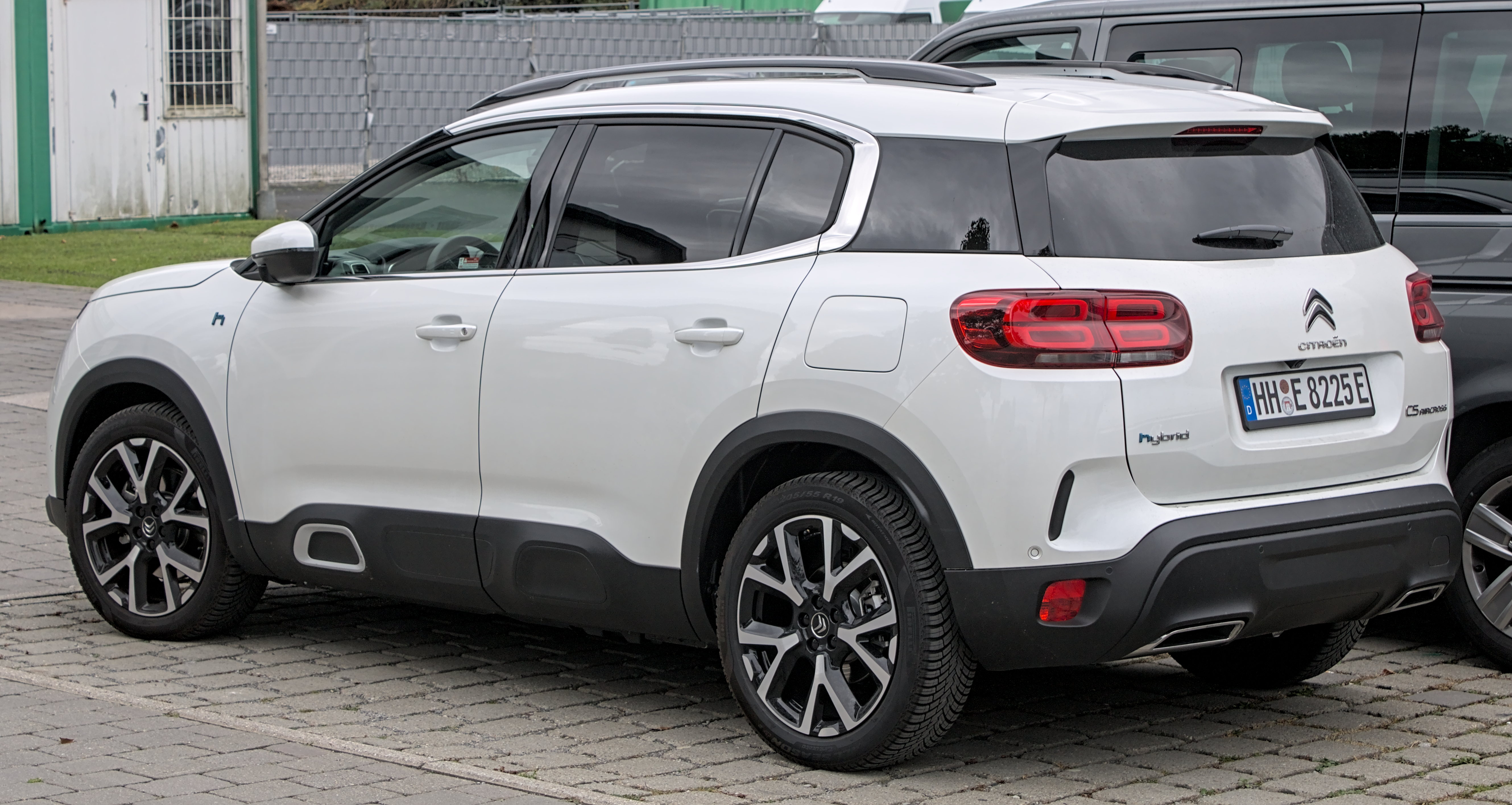
Citroën C5 Aircross Plug-in-Hybrid

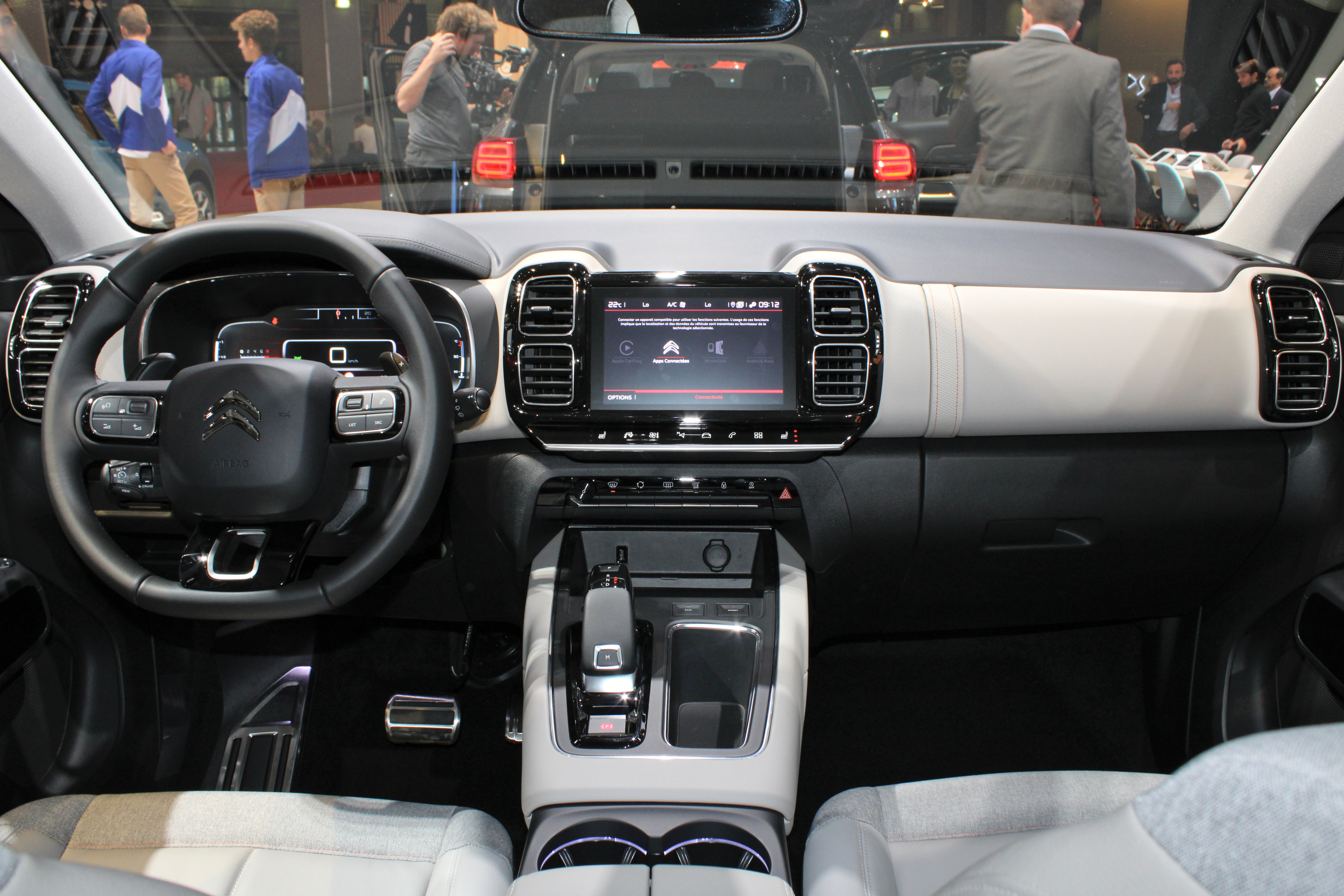
Салон

В 2015 році представлений концепт-кар Citroën Aircross. Серійний автомобіль представлений на Шанхайському автосалоні в квітні 2017 року. Модель збудована на модульній платформі EMP2. Як і Peugeot 5008, C5 Aircross є передньопривідним з активною підвіскою Progressive Hydraulic Cushions. А за габаритами кросовер займає місце між Peugeot 3008 і 5008. Двигуни плануються бензинові 1.2 PureTech (130 к.с.) і 1.6 THP (165 к.с.), а також дизельні 1.5 BlueHDi (115 або 135 к.с.) і 2.0 BlueHDi (180 к.с.). Залежно від модифікації C5 Aircross оснащується шестиступінчастою "механікою" або "автоматом" Aisin.
Кузов може бути білим, сірим, чорним, червоним або помаранчевим. Різноманітність в палітру вносять контрастні накладки Airbump. Багажна двері відкриваються «стусаном» під бампером. За нею ховається вантажний відсік об'ємом 482 літри.
Салон п'ятимісний. Приладова панель являє собою дисплей діагоналлю 12,3 дюйма. По центру встановлено восьмидюймовий сенсорний екран. Цікаві роздвоєні дефлектори обдування. Тут маса відсіків для дрібниць і м'які на дотик матеріали обробки, наприклад шкіра Nappa.
Передні сидіння не тільки підігріваються, а й пропонують масаж з п'ятьма програмами. Заднім пасажирам обіцяно найкраще місце для ніг в сегменті. Особливу увагу приділено боротьбі з шумом: тут двошарові скла і надійно ізольований моторний відсік. Система контролю якості повітря AQS затримує шкідливі частинки в вугільному фільтрі і автоматично регулює рециркуляцію. У 2018 році Aircross отримає нову технологію Clean Cabin, що дозволяє управляти фільтрацією через центральний дисплей.
Медіацентр підтримує інтерфейс Apple CarPlay і включає навігацію з тривимірними картами. Передбачена індукційна зарядка для смартфонів.
з систем безпеки наявний адаптивний круїз-контроль, автоматичне гальмування, моніторинг розмітки з корекцією курсу, стеження за мертвими зонами, камери кругового огляду Vision 360. При з'їзді з асфальту під час відсутності повного приводу помічником стане Grip Control з режимами «стандарт», «пісок», «бездоріжжя», «сніг» і ESP off.

### Phase 2

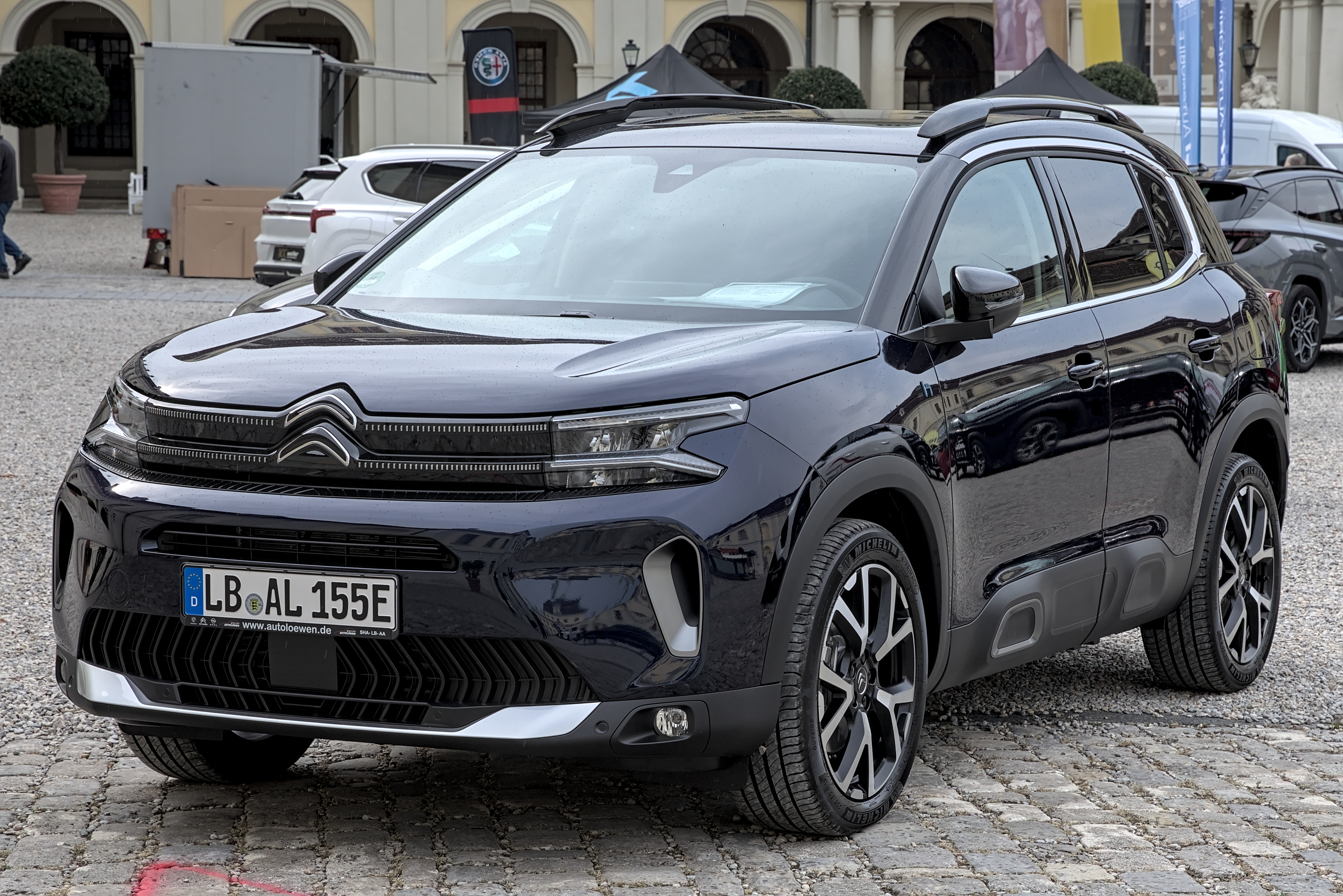
Citroën C5 Aircross фаза 2

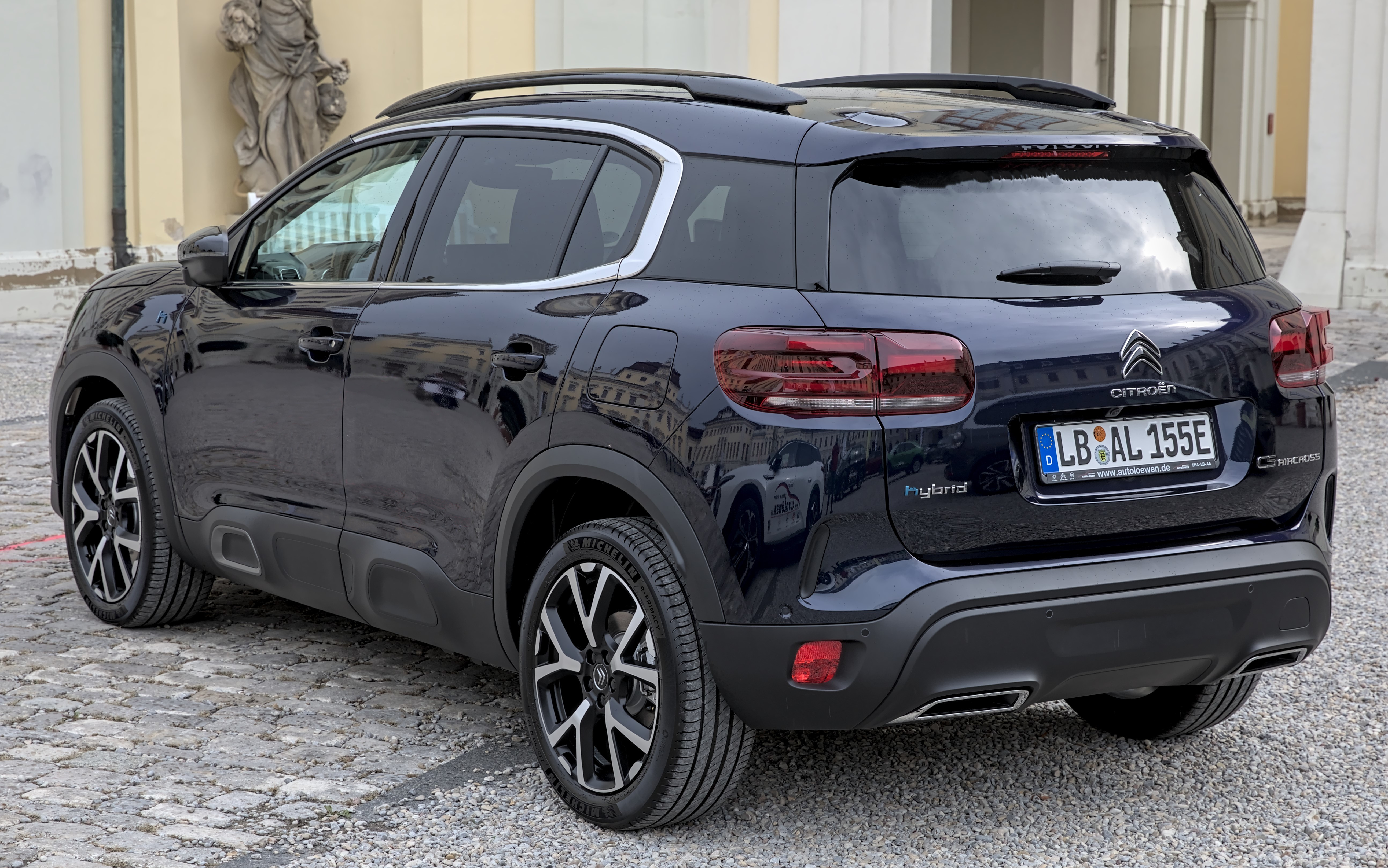
Citroën C5 Aircross phase 2

Рестайлінгова версія європейського C5 Aircross представлена 12 січня 2022 року наприкінці першого кварталу 2022 року.
Сільвен Генрі (Sylvain Henry) причетний до зовнішнього дизайну цієї рестайлінгової версії. Ззаду є лише новий світловий підпис, тоді як спереду C5 Aircross отримує нові фари. Решітка радіатора і передній бампер також були переглянуті. Бічні повітрозабірники більше не є фіктивними і розширені. SUV також отримав нове обладнання, а також новий колір кузова під назвою Eclipse Blue. Вставки Airbumps також доступні в нових кольорах, і з'являються нові 18-дюймові двоколірні диски під назвою Pulsar.

### Двигуни
Бензинові
- 1.2 л PureTech І3 131 к.с. 230 Нм
- 1.6 л 350 THP І4 167 к.с. 245 Нм (Китай)
- 1.6 л PureTech І4 181 к.с. 300 Нм
- 1.8 л 380 THP І4 204 к.с. 280 Нм (Китай)

Дизельні
- 1.5 л BlueHDi І4 131 к.с. 300 Нм
- 2.0 л BlueHDi І4 177 к.с. 400 Нм

Гібридний
- 1.6 л PureTech І4 180 к.с. + електродвигун 109 к.с. разом 225 к.с. 320 Нм

### Plug-In Hybrid PHEV e-AWD

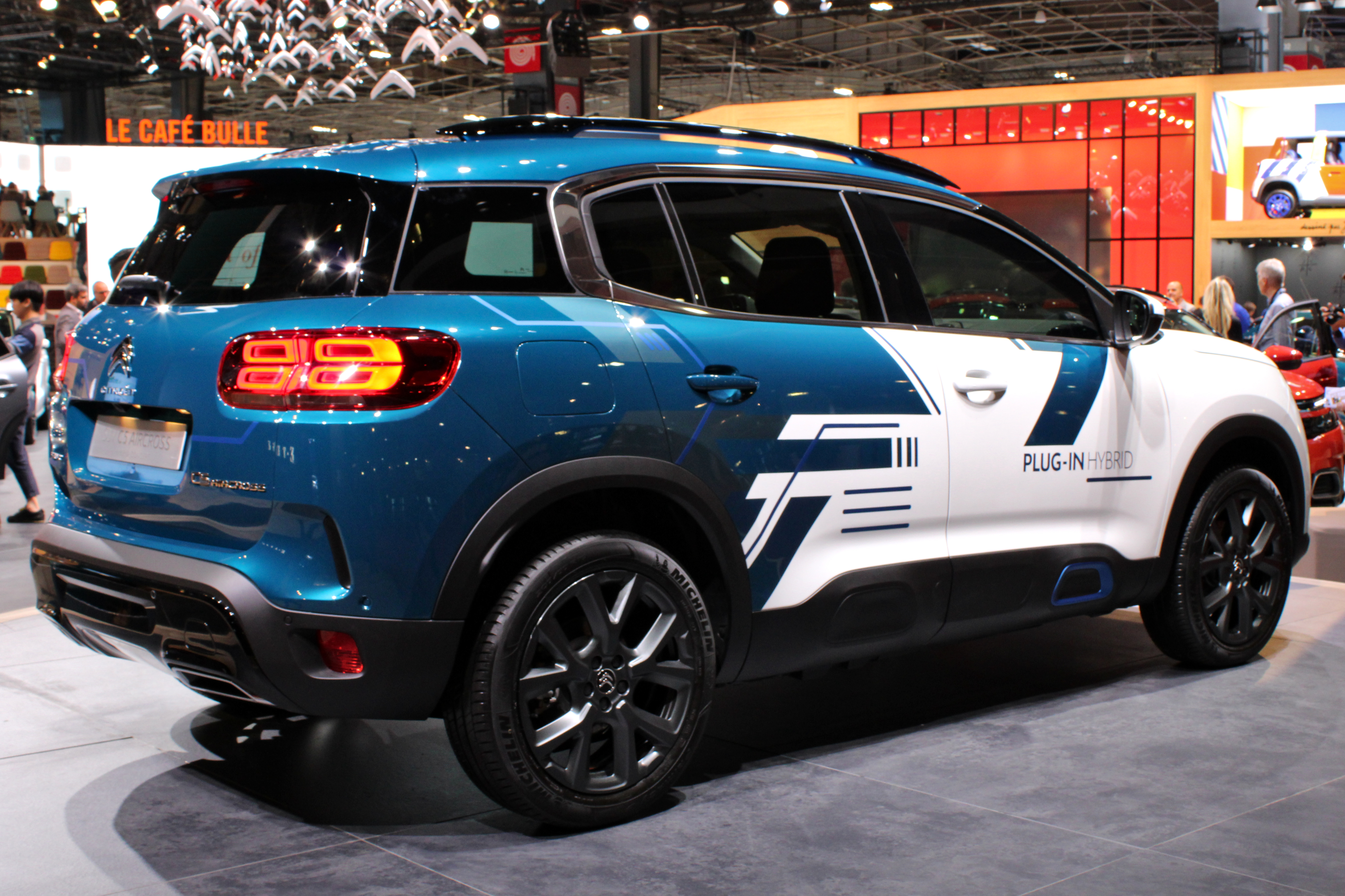
Citroën C5 Aircross Plug-in-Hybrid

Citroën C5 Aircross буде першим серійним автомобілем в гаммі Citroën, який буде також доступний як гібрид з підзарадкою (PHEV, Plug-in Hybrid Electric Vehicle).
Гібридний привод включає в себе 1.6 THP 200-сильний двигун внутрішнього згоряння (ДВЗ) і два електромотора, по одному на кожну вісь. Сумарна потужність силової установки досягає вражаючих 300 к.с., що робить C5 Aircross найпотужнішим серійним автомобілем Citroën в історії компанії. На вибір є чотири режими їзди: повністю електрична їзда («all-electric»), як електромобіль з запасом ходу до 60 км; гібридний режим («Hybrid») для їзди на тривалі дистанції без необхідності підзарядки АКБ; комбіноване («Combined») використання різних моторів; режим повного приводу (4х4). Ця інноваційна технологія пропонує можливість підзарядки акумулятора під час гальмування автомобіля в режимі рекуперації енергії, або під час їзди при використанні звичайного мотора (ДВЗ) в режимі примусової зарядки акумулятора.

## Друге покоління (CR3)

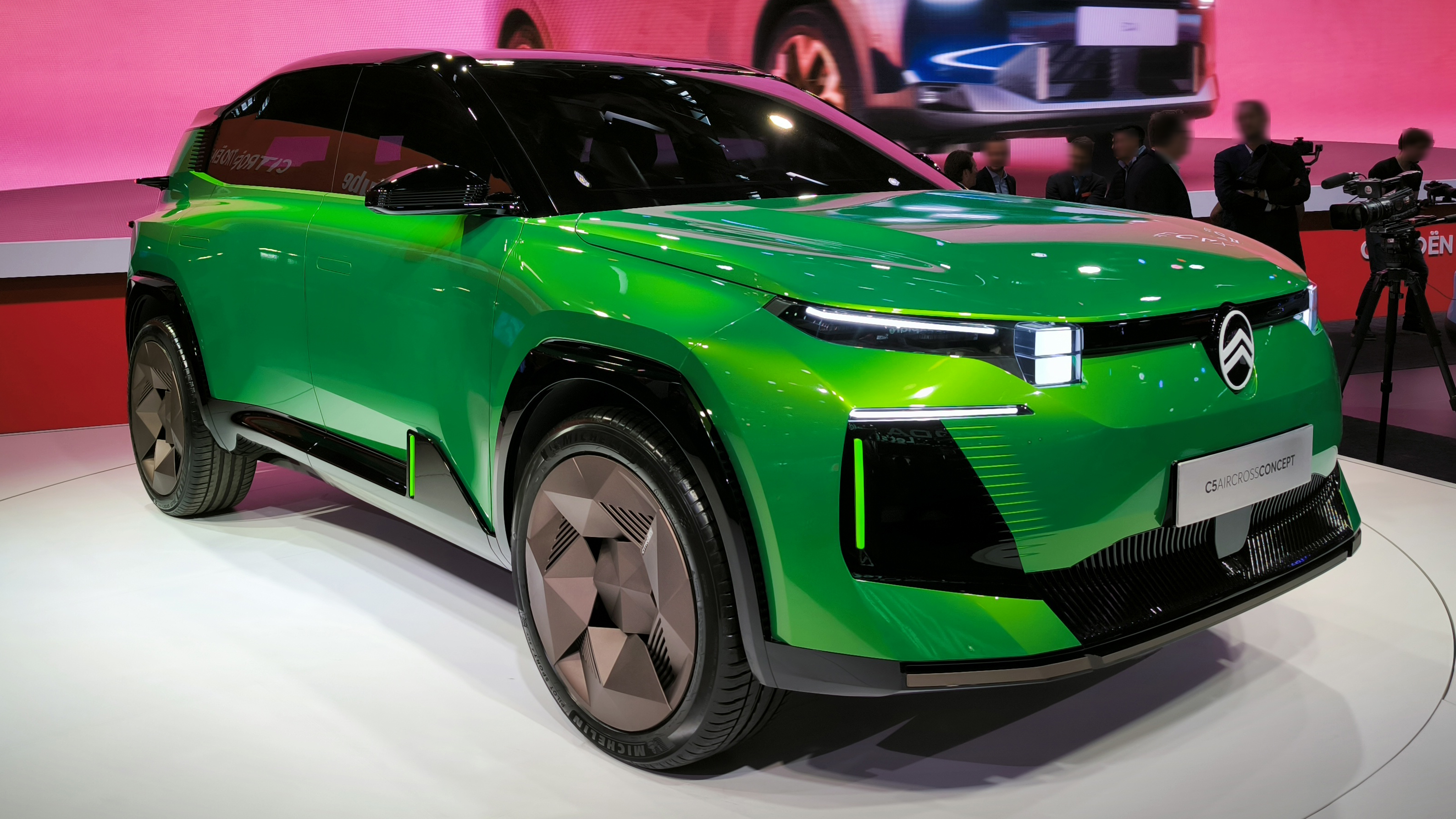
Citroën C5 Aircross Concept 2024

Друге покоління C5 Aircross представили 29 квітня 2025 року, та базується на платформі Stellantis під назвою «STLA Medium», яка також дозволяє використовувати електричні трансмісії.
Щодо шасі, Citroën також використовує систему підвіски "Advanced Comfort" для C5 Aircross. Амортизатори на передній осі мають два гідравлічні упори, по одному на ступені відбою та стиснення, і один на задній осі на ступені стиснення.

## Продажі
| рік  | Європа | Китай  |
| ---- | ------ | ------ |
| 2017 |        | 22,603 |
| 2018 | 2,562  | 23,340 |
| 2019 | 79,532 | 16,088 |
| 2020 | 69,750 | 9,779  |
| 2021 | 54,346 | 9,963  |